# トニー・カンパーナ
アンソニー・エドワード・カンパーナ（Anthony Edward Campana, 1986年5月30日 - ）は、アメリカ合衆国オハイオ州ケタリング出身のプロ野球選手（外野手）。左投左打。メキシカンリーグのモンテレイ・サルタンズ所属。

## 経歴

### プロ入り前
シンシナティ大学ではジョシュ・ハリソンがチームメイトにいた。ハリソンとはプロ入りも同期である。

### プロ入りとカブス時代
2008年のMLBドラフト13巡目（全体401位）でシカゴ・カブスから指名を受け、プロ入り。
2011年5月17日のシンシナティ・レッズ戦でメジャーデビュー。5月30日のヒューストン・アストロズ戦では1試合4盗塁、8月5日のレッズ戦ではメジャー初本塁打をランニング本塁打で飾るなどセールスポイントの快足を随所で見せる場面が目立ち、最終的に95試合に出場して24盗塁を記録した。
2012年も控えながら89試合に出場して30盗塁を記録した。

### ダイヤモンドバックス時代
2013年2月18日にヘスス・カスティーヨ、エリック・リールとのトレードで、アリゾナ・ダイヤモンドバックスへ移籍した。

### エンゼルス時代
2014年7月5日にジョーイ・クレービエル、ザック・ボーンステインとのトレードでジョー・サッチャーと共にロサンゼルス・エンゼルス・オブ・アナハイムへ移籍した。9月2日に、セプテンバー・コールアップで、メジャーに再昇格した。オフに、FAとなった。

### ホワイトソックス傘下時代
2014年11月29日にシカゴ・ホワイトソックスとマイナー契約を結び、2015年のスプリングトレーニングに招待選手として参加することになったが、2015年3月4日に自由契約となった。

### ナショナルズ傘下時代
2015年8月10日にワシントン・ナショナルズとマイナー契約を結んだ。
2016年2月15日、ナショナルズとマイナー契約で再契約し、同年のスプリングトレーニングに招待選手として参加することになった。

### 独立リーグ時代
2017年4月20日に独立リーグ・アメリカン・アソシエーションのスーシティ・エクスプローラーズと契約。

### メキシカンリーグ時代
2018年2月27日にメキシカンリーグのアグアスカリエンテス・レイルロードメンと契約した。
2019年もレイルロードメンと契約。6月25日にトレードでモンテレイ・サルタンズに移籍。

## 選手としての特徴
常時出場なら盗塁王争いにも参戦できるほどの快足が武器。少年時代にホジキンリンパ腫の治療を行っており、2011年には難病や逆境を克服した選手に贈られるトニー・コニグリアロ賞を受賞した。

## 詳細情報

### 年度別打撃成績
| 年 度    | 球 団    | 試 合 | 打 席 | 打 数 | 得 点 | 安 打 | 二 塁 打 | 三 塁 打 | 本 塁 打 | 塁 打 | 打 点 | 盗 塁 | 盗 塁 死 | 犠 打 | 犠 飛 | 四 球 | 敬 遠 | 死 球 | 三 振 | 併 殺 打 | 打 率 | 出 塁 率 | 長 打 率 | O P S |
| -------- | -------- | ----- | ----- | ----- | ----- | ----- | -------- | -------- | -------- | ----- | ----- | ----- | -------- | ----- | ----- | ----- | ----- | ----- | ----- | -------- | ----- | -------- | -------- | ----- |
| 2011     | CHC      | 95    | 155   | 143   | 24    | 37    | 3        | 0        | 1        | 43    | 6     | 24    | 2        | 3     | 0     | 8     | 1     | 1     | 30    | 1        | .259  | .303     | .301     | .603  |
| 2012     | CHC      | 89    | 192   | 174   | 26    | 46    | 6        | 0        | 0        | 52    | 5     | 30    | 3        | 7     | 0     | 11    | 0     | 0     | 43    | 0        | .264  | .308     | .299     | .607  |
| 2013     | ARI      | 29    | 54    | 46    | 10    | 12    | 0        | 1        | 0        | 14    | 0     | 0     | 0        | 8     | 2     | 8     | 0     | 0     | 14    | 0        | .261  | .370     | .304     | .675  |
| 2014     | ARI      | 26    | 61    | 60    | 4     | 9     | 1        | 1        | 0        | 12    | 3     | 4     | 1        | 0     | 0     | 0     | 0     | 1     | 10    | 0        | .150  | .164     | .200     | .364  |
| 2014     | LAA      | 18    | 15    | 15    | 6     | 5     | 0        | 0        | 0        | 5     | 2     | 0     | 1        | 0     | 0     | 0     | 0     | 0     | 6     | 0        | .333  | .333     | .333     | .667  |
| '14計    | LAA      | 44    | 76    | 75    | 10    | 14    | 1        | 1        | 0        | 17    | 5     | 4     | 2        | 0     | 0     | 0     | 0     | 1     | 16    | 0        | .187  | .197     | .227     | .424  |
| MLB：4年 | MLB：4年 | 257   | 477   | 438   | 70    | 109   | 10       | 2        | 1        | 126   | 16    | 66    | 9        | 10    | 0     | 27    | 1     | 2     | 103   | 1        | .249  | .296     | .288     | .583  |

- 2019年度シーズン終了時

### 表彰
- トニー・コニグリアロ賞：1回（2011年）

### 背番号
- 41（2011年）
- 1（2012年）
- 19（2013年 - 2014年途中）
- 22（2014年途中 - 同年終了）